# هوم سويت هوم ألون
هوم سويت هوم ألون (بالإنجليزية: Home Sweet Home Alone)‏ هو فيلم كوميدي أمريكي لعام 2021 من إخراج دان ميزر وكتابة ميكي داي وبطولةآرشي ييتس،إيلي كيمبر،روب ديلاني،كينان طومسون،بيت هولمز،آيسلينج بيا، آلي ماكي وكريس بارنيل.
تم عرض الفيلم على ديزني+ في 12 نوفمبر 2021.